# Veri
Veri är en ort i Azerbajdzjan.   Den ligger i distriktet Lerik Rayonu, i den södra delen av landet, 220 km sydväst om huvudstaden Baku. Veri ligger 1 451 meter över havet och antalet invånare är 786.
Terrängen runt Veri är bergig österut, men västerut är den kuperad. Närmaste större samhälle är Lerik, 13,8 km nordväst om Veri. 
Trakten runt Veri består i huvudsak av gräsmarker. Runt Veri är det ganska tätbefolkat, med 60 invånare per kvadratkilometer.